# Jumla (distrito)
Jumla é um distrito da zona de Karnali, no Nepal.